# خيال جنون العظمة
خيال جنون العظمة (بالإنجليزية: Paranoid fiction)‏ هو مصطلح يستخدم أحيانًا لوصف الأعمال الأدبية التي تستكشف الطبيعة الذاتية للواقع وكيف يمكن التلاعب بها من قبل القوى الحاكمة. يمكن أن تكون هذه القوى خارجية، مثل الحكومة الشمولية، أو يمكن أن تكون داخلية، مثل المرض العقلي للشخصية أو رفض قبول قسوة العالم الذي تعيش فيه.

## تاريخ
يمكن رؤية عناصر خيال جنون العظمة في الأعمال التي يعود تاريخها إلى أواخر القرن التاسع عشر وأوائل القرن العشرين. احتوت بعض روايات فيودور دوستويفسكي على شخصيات مذعورة ومضطربة نفسيا على خلفية مظلمة لروسيا حديثة. كان فرانس كافكا، على وجه الخصوص، معروفًا برواياته المبالغ فيها عما صوّرهُ على أنه حياة حقيقية في أعماله، لتعزيز عبثية موضوعات الحياة التي تنقلها. وبالمثل، فإن أعمال جورج أورويل، وإن لم تكن مبالغًا فيها، أكدت ممارسة استخدام الخيال الديستوبي لأخذ نظرة مختلفة حول موضوعات مشتركة للغاية، بما في ذلك الهوية والرغبات الشخصية.
تمت صياغة مصطلح «خيال جنون العظمة» لأول مرة لوصف القصص المثيرة والرائعة بأنها غريبة، ومن ثمة خارج نطاق الخيال الأدبي. لكن ابتداءً من الحرب العالمية الأولى، بدأ الحداثيون في استكشاف الموضوعات الغريبة للحياة في الفن، ردًا على ذلك أصبحت موضوعات الموت آلية بشكل فعال وجعل من المستحيل التلاعب بها من خلال الرسوم الوصفية للحرب. نتيجة لذلك، مال الأدب الحداثي إلى استكشاف المعنى وبناء الواقع، والابتعاد عن البنية التقدمية والسبب والنتيجة للخيال الواقعي نحو تصوير أكثر تعقيدًا وتفككًا للواقع.
بعد الحرب العالمية الثانية، حمل العبثيون هذا الأمر خطوة إلى الأمام من خلال وضع هذه الموضوعات المشتركة في أماكن سريالية وخيالية، وتحويل ما كان يمكن أن يكون مفاهيم عادية إلى مفاهيم مميزة، وبالتالي تحويل نوع خيال جنون العظمة إلى نوع شرعي.
غالبا ما يُنظر إلى فيليب ك. ديك على أنه جدُّ رواية جنون العظمة الحديثة. ولدت أعماله من جنون العظمة والهلوسة. كانت لديه رؤى مفاجئة لأماكن لم يزرها من قبل وأحداث لم يشهدها من قبل، ربما من جرّاء صرع الفص الصدغي أو الخيال النشط للغاية. كانت هذه الرؤى حية لدرجة أن ديك وضعها على الورق، ولم يفشل أبدًا في تصنيفها على أنها مجرد «فكر تأملي»، وبالتالي خارج حدود الفكر التقليدي.
تبدأ معظم أعمال ديك بهدوء في مكان يبدو عاديًا، ثم تنتقل إلى خيال سريالي، حيث تكتشف الشخصيات أن ما اعتقدوا أنه حقيقي كان في الواقع وهمًا. خلال أعماله، حافظ ديك على توازن بين السمات المتوقعة لنوع الخيال العلمي الذي تم تصنيفهم فيه أيضًا، والعناصر الغريبة والمقلقة التي تأتي من عقله. يتمثل أحد الموضوعات المتكررة في أعماله في كيفية فهم الواقع ومعاملته بشكل مختلف من قبل الأشخاص اعتمادًا على عقلياتهم.

## سِمات
في أبسط صوره، يشير خيال جنون العظمة تحديدًا إلى الأعمال التي تدور حول التكهنات والمؤامرات المحتملة من قبل أشخاص في السلطة، ويرويها راو غير موثوق. ومع ذلك، فقد ثبت أن النوع الأكثر شيوعًا من خيال جنون العظمة هو النوع الذي يظهر فيه الكون على السطح ليكون محددًا وحقيقيًا، ولكن عند الفحص الدقيق، يكون في الواقع خادعًا ومضللاً عن عمد.[بحاجة لمصدر] في هذه الأعمال، هناك أسئلة أثيرت حول واقع العالم الذي تعيش فيه الشخصيات، أو التمييز بين عالم الخيال وواقعه.
غالبًا ما يتداخل خيال جنون العظمة مع العديد من الأنواع الأخرى، والأكثر شيوعًا هناك الخيال الديستوبي، والخيال العلمي، وفيلم نوار، حيث تشارك العديد من موضوعاتها الرئيسية وتقنياتها السردية. عموما، ومع ذلك، يتجنب خيال جنون العظمة تعريف المواضيع المُحدّدة والأنماط الملموسة لصالح القصص الرمزية والرموز الغامضة للتأكيد على الطبيعة الشبيهة بالحلم وغير الواقعية لعالم الشخصيات. على سبيل المثال، يستكشف عمل ديستوبيّ بحت بشكل نموذجي آليات ودوافع الدولة الشمولية لإبقاء شعبها تحت السيطرة، في حين أن واحدة من روايات خيال جنون العظمة يركز أكثر على آثار الدولة على الرفاه العقلي والعاطفي لسكانها، وآثارها على حالة المجتمع المنحلة. يمكن النظر إلى جورج أورويل على أنّه قد وازن بين الاثنين في روايته 1984، حيث يصور الحزب على أنه سحق الإرادة الحرة من خلال لغة محددة بدقة ورصد مستمر، وأيضًا من خلال التعذيب النفسي وتشويه وجهات نظر الناس حول ما هو حقيقي وما هو خاطئ.
لزيادة "الواقعية السحرية"، غالبًا ما تستخدم أعمال خيال جنون العظمة تقنيات وأنماط أساسية مشتركة من الأنواع الأخرى، بما في ذلك بنية حل المخبر، أو تحريفات الحبكة، أو الموضوعات الفلسفية، لخلق نغمة سريالية وأجواء من الخوف والرهبة. تميل الحبكات أيضًا إلى أن تكون خيالية ومستقبلية أحيانًا للتأكيد على سخافتها المتأصلة وخيالها، وأيضًا تحافظ على قدر من الواقعية للتعليق على كيف يمكن أن تكون القصص غير الواقعية في الواقع (غالبًا بشكل مخيف) أقرب إلى الحياة الواقعية مما قد يعتقده المرء عبر النظرة الأولى.
أحيانًا ما يوحي خيال جنون العظمة ضمنيًا، وأحيانًا يعترف صراحةً، بأن عالمه المشيد هو كذبة أو وهم. في هذه الحالة، ستركز الحبكة على صراع الشخصية الرئيسية بين الجسدي والروحي؛ أي العالم الفعلي الذي يعيشون فيه، مقابل العالم الذي يريدون رؤيته والإيمان به. هنا، سبب الخيال هو الرغبات والشكوك الداخلية للبطل. تميل مثل هذه الأعمال إلى أن تكون أكثر استبطانًا وتركيزًا على الفرد، وليس على مجتمع أو نظام.[بحاجة لمصدر]

## مؤلفون في هذا الصنف
- ويليام بوروز
- فيليب ك. ديك[6][7][8][9]
- هوارد فيليبس لافكرافت
- فرانس كافكا
- توماس بينشون[7]
- كورت فونيجت
- فيودور دوستويفسكي
- هانتر طومسون
- جيمس كيلمان[10]
- صمويل بيكيت[11]
- ستيفن ر. دونالدسون
- جان بول سارتر[12]
- ستانيسواف لم
- روبرت ويلسون
- أركادي وبوريس ستروغاتسكي
- تريفور شاين
- جيم تومسون
- إي. إم. فورستر[بحاجة لمصدر]
- ديميتريس لياكوس [الإنجليزية]‏
- إيان بانكس
- إسماعيل ريد
- مات روف [الإنجليزية]‏
- كنوت همسون
- جورج أورويل

## أفلام
- 12 قردا
- مختل أمريكي
- بليد رنر
- البرازيل
- أمنية الموت
- غيبوبة (فيلم) [الإنجليزية]‏
- نادي القتال
- اللعبة
- الجزيرة
- سلم يعقوب
- الطريق السريع المفقود
- حياة باي
- المرشح المنشوري
- ذا ماتريكس
- ميلفين يذهب للعشاء [الإنجليزية]‏
- طريق مولهولاند
- الغداء العاري
- باي (فيلم)
- برايمر
- السجين
- الميكانيكي
- مسحة ضوئية داكنة
- جزيرة شاتر
- المسلخ الخامس [الإنجليزية]‏
- ساكر بنش
- سائق التاكسي
- توتال ريكول
- سماء الفانيلا
- فيديودروم